# Sukarame (Sukarame)
Sukarame is een bestuurslaag in het regentschap Tasikmalaya van de provincie West-Java, Indonesië. Sukarame telt 7936 inwoners (volkstelling 2010).